# Ohel Chana
Ohel Chana (en hebreu: אוהל חנה) és un seminari femení jueu ortodox, situat a Melbourne, Austràlia, i que forma part del moviment hassídic Habad Lubavitx. El centre és administrat pel rabí Levi Tenenbaum. El nom del col·legi està basat en Chana Schneerson, la mare del darrer rebe de Habad, el rabí Menachem Mendel Schneerson. El centre va ser establert en 1971.